# Lorimor
Lorimor ist eine Kleinstadt (mit dem Status „City“) im Union County im US-amerikanischen Bundesstaat Iowa. Im Jahr 2010 hatte Lorimor 360 Einwohner, deren Zahl sich bis 2013 auf 358 verringerte. Das U.S. Census Bureau hat bei der Volkszählung 2020 eine Einwohnerzahl von 386 ermittelt.

## Geographie
Lorimor liegt im mittleren Südwesten Iowas. Die Grenze zum benachbarten Bundesstaat Missouri verläuft rund 75 km südlich. Rund 170 km westlich von Lorimor bildet der Missouri River die Grenze Iowas zu Nebraska.
Die geografischen Koordinaten von Lorimor sind 41°07′42″ nördlicher Breite und 94°03′12″ westlicher Länge. Die Stadt erstreckt sich über eine Fläche von 0,98 km² und ist die größte Ortschaft innerhalb der New Hope Township.
Nachbarorte von Lorimor sind Winterset (25,1 km nördlich), East Peru (21,1 km nordöstlich), Truro (25,7 km ostnordöstlich), Murray (18,3 km südöstlich), Thayer (14,3 km südlich), Afton (22,3 km südwestlich) und Macksburg (20,7 km nordwestlich).
Die nächstgelegenen größeren Städte sind Iowas Hauptstadt Des Moines (84,4 km nordöstlich), Iowas frühere Hauptstadt Iowa City (266 km ostnordöstlich), Cedar Rapids (289 km in der gleichen Richtung), Kansas City in Missouri (269 km südsüdwestlich), Nebraskas Hauptstadt Lincoln (263 km westsüdwestlich), Nebraskas größte Stadt Omaha (180 km westlich) und Sioux City (324 km nordwestlich).

## Verkehr
Der U.S. Highway 169 führt in Nord-Süd-Richtung als Hauptstraße durch Lorimor. Alle weiteren Straßen sind untergeordnete Landstraßen, teils unbefestigte Fahrwege sowie innerörtliche Verbindungsstraßen.
Mit dem Creston Municipal Airport befindet sich 39 km südwestlich ein kleiner Flugplatz für Allgemeine Luftfahrt. Der nächste Verkehrsflughafen ist der Des Moines International Airport (78 km nordöstlich).

## Bevölkerung
Nach der Volkszählung im Jahr 2010 lebten in Lorimor 360 Menschen in 160 Haushalten. Die Bevölkerungsdichte betrug 367,3 Einwohner pro Quadratkilometer. In den 160 Haushalten lebten statistisch je 2,25 Personen.
Ethnisch betrachtet setzte sich die Bevölkerung zusammen aus 98,1 Prozent Weißen, 0,3 Prozent Afroamerikanern sowie 0,8 Prozent amerikanischen Ureinwohnern; 0,8 Prozent stammten von zwei oder mehr Ethnien ab. Unabhängig von der ethnischen Zugehörigkeit waren 0,8 Prozent der Bevölkerung spanischer oder lateinamerikanischer Abstammung.
22,5 Prozent der Bevölkerung waren unter 18 Jahre alt, 61,1 Prozent waren zwischen 18 und 64 und 16,4 Prozent waren 65 Jahre oder älter. 54,2 Prozent der Bevölkerung waren weiblich.
Das mittlere jährliche Einkommen eines Haushalts lag bei 33.750 USD. Das Pro-Kopf-Einkommen betrug 14.136 USD. 32,9 Prozent der Einwohner lebten unterhalb der Armutsgrenze.